# Tomasz od Różańca
Tomasz od Różańca (ur. ok. 1602 w Nagasaki w Japonii; zm. 10 września 1622 wzgórzu Nishizaka w Nagasaki) – błogosławiony Kościoła katolickiego, japoński dominikanin, kleryk, męczennik.

## Życiorys
Został wcześnie osierocony. Mieszkał na ulicach Nagasaki, skąd zabrali go dominikańscy misjonarze. Mieszkał u nich przez 13 lat, w czasie których uzyskał solidne wykształcenie dotyczące zarówno spraw świeckich, jak i religii chrześcijańskiej. W kolejnych latach pomagał misjonarzom w ich pracy.
Został aresztowany w nocy 13 grudnia 1618 razem z misjonarzami Janem Martínez Cid i Aniołem Orsucci. Gubernator, litując się nad nim z powodu jego młodego wieku, chciał go ocalić i namawiał go do zeznania, że dwójkę zakonników znał tylko jako hiszpańskich kupców, ale nic nie wiedział o ich działalności misyjnej. On jednak odmówił, a co więcej stwierdził, że pomagał księżom w działalności misyjnej. Wysłano go więc do więzienia w Suzuta. Będąc już więzieniu został przyjęty do zgromadzenia dominikańskiego i otrzymał imię Tomasz od Różańca.
W dniu 22 września 1622 r. został zabrany na wzgórze Nishizaka w Nagasaki, na którym tego dnia spalono żywcem wielu chrześcijan. Natomiast Tomasz od Różańca i Dominik od Różańca zostali straceni przez ścięcie.
Został beatyfikowany przez Piusa IX 7 lipca 1867 r. w grupie 205 męczenników japońskich.
Dniem jego wspomnienia jest 10 września (w grupie 205 męczenników japońskich).